# Palazzo Loredan dell’Ambasciatore

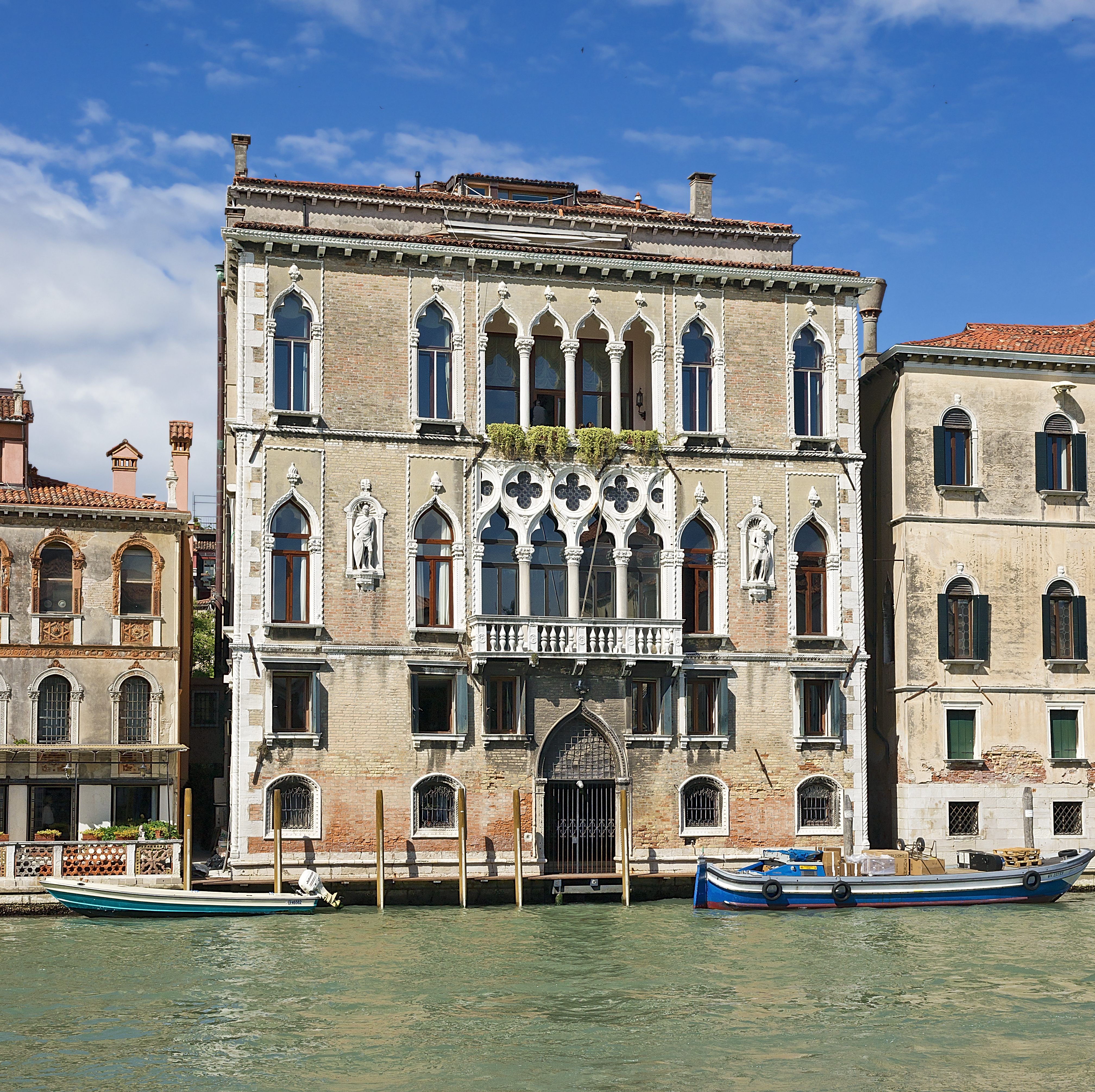
Hauptfassade des Palazzo Loredan dell’Ambasciatore

Palazzo Loredan dell’Ambasciatore ist ein Palast in Venedig in der italienischen Region Venetien. Er liegt im Sestiere Dorsoduro mit Blick auf den Canal Grande zwischen dem Palazzo Moro a San Barnaba und der Ca’ Mainella.

## Geschichte
Die Loredans, denen der Palast gehörte, waren eine der illustersten Familien der sogenannten „Case nuove“, die 1501 mit Leonardo Loredan die Dogenwürde erreichten und zweites Mal 1572 mit Francesco Loredan.
Die Adelsresidenz der Loredans stammt aus der zweiten Hälfte des 15. Jahrhunderts. Der Name „dell’Ambasciatore“ geht darauf zurück, dass der Palast in der Amtszeit von Francesco Loredan als Doge 29 Jahre lang der österreichischen Botschaft zur Verfügung stand, und zwar so lange, wie der Botschafter die Miete im Voraus bezahlte, und unter der Voraussetzung, dass er das Gebäude auf seine Kosten restaurieren ließ. Das Angebot wurde angenommen und 1754 zog der Botschafter Filippo di Rosenberg Orsini dort ein. Ab 1764 war es der Graf Giacomo Durazzo, kaiserlicher Botschafter in Venedig 1764–1784 und Angehöriger einer alten Genoeser Familie, der sich mit seiner Gattin, Ernestine Aloisia Ungnad von Weissenwolf, einer österreichischen Adligen, dort niederließ. Das Porträt des Paares, geschaffen von Martin van Meytens, hängt heute im Metropolitan Museum of Art in New York.
1891 wurde der Palast durch einen Brand größtenteils zerstört, aber sofort wiederaufgebaut. Heute ist er das private Wohnhaus der Familie Gaggia.

## Beschreibung
Das gotische Gebäude wurde vermutlich um 1470 errichtet und erstreckt sich über drei Stockwerke, während sich dahinter ein um ein Stockwerk höheres Gebäude aus einer späteren Epoche erhebt.
Was den Palast oder besser dessen Fassade (eher als ihre fast quadratischen Abmessungen) auszeichnet, ist die große architektonische Strenge. Zwei Hauptgeschosse mit Mehrfachfenstern liegen übereinander. Auch wenn die Mitte des 15. Jahrhunderts bereits überschritten war, ist ihre Architektur noch eine klar gotische, aber sie bewegt sich in eine neue Zeit und die grundsätzliche Idee, die dem Ensemble zugrunde liegt, entstammt nicht nur einer Epoche.
Das Erdgeschoss besitzt ein schönes Kielbogenportal und zwei Ebenen von kleinen Einzelfenstern. Das erste Hauptgeschoss zeigt sich mit einer eleganten Loggia, zusammengesetzt aus Vierfachfenstern mit abgegrenzten Spitzbögen, abgegrenzt durch Baluster und kleinen Säulen, darüber, im Inneren marmorierter Rahmen Öffnungen nach dem Modell des Dogenpalastes und des Ca’ d’Oro. Flankiert wird das Vierfachfenster durch zwei Keilbogeneinfachfenster auf jeder Seite mit je einem Halbrelief in der Mitte, das das Wappen der Loredans zeigt. Das zweite Hauptgeschoss hat die gleichen Einfachfenster, in der Mitte aber nur das Vierfachfenster ohne Verzierungen.
Charakteristisch ist die Lösung der beiden Nischen mit den Rückseiten in die freien Stellen der Mauer gesetzt, die zwischen den beiden Einzelfenstern die Seitenräume bilden; in diesen architektonischen und bildnerischen Motiven als neue Lösungen sieht Arslan den Einfluss von Künstlern der Renaissance.

## Galeriebilder

Einzelheiten der Fassade, fotografiert von Paolo Monti, 1969
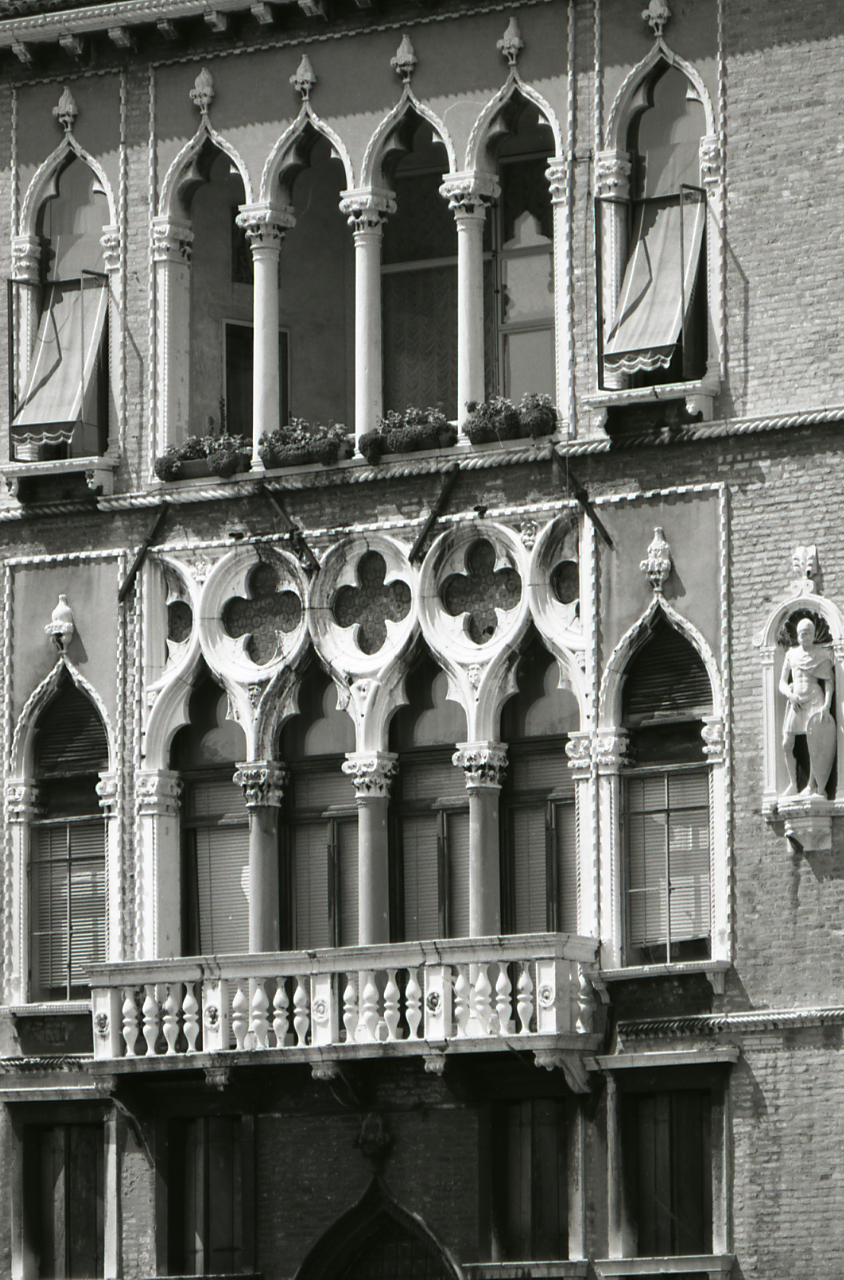
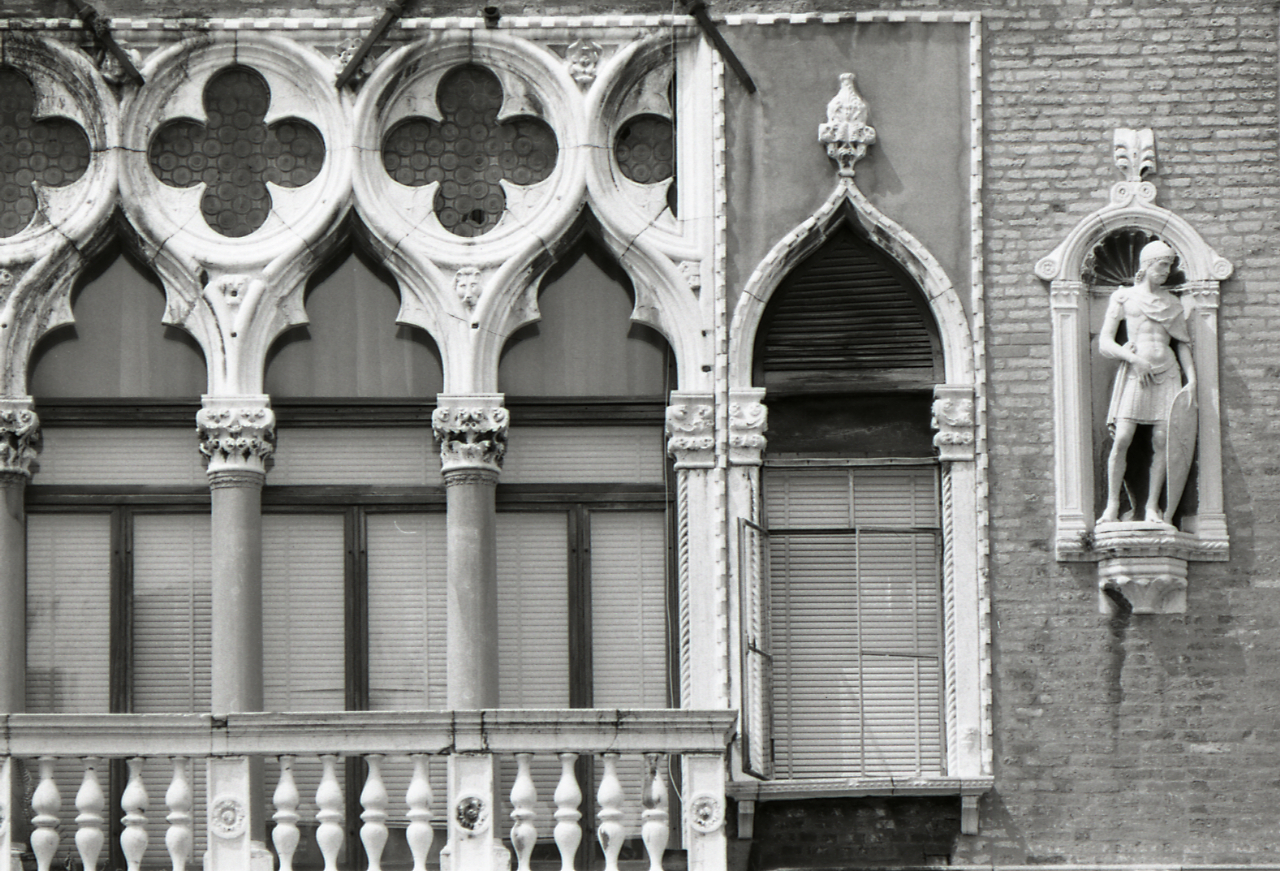